# V434 Возничего
V434 Возничего (лат. V434 Aurigae), HD 37657 — двойная звезда в созвездии Возничего на расстоянии приблизительно 2488 световых лет (около 763 парсеков) от Солнца. Видимая звёздная величина звезды — от +7,3m до +7,16m. Возраст звезды оценивается как около 32,6 млн лет.

## Характеристики
Первый компонент — бело-голубая переменная Be-звезда (BE) спектрального класса B3Vne, или B3. Масса — около 6,016 солнечных, радиус — около 13,026 солнечных, светимость — около 5272,299 солнечных. Эффективная температура — около 19410 K.
Второй компонент — красный карлик спектрального класса M. Масса — около 119,4 юпитерианских (0,114 солнечной). Удалён на 2,72 а.е..